# 엘 테구스

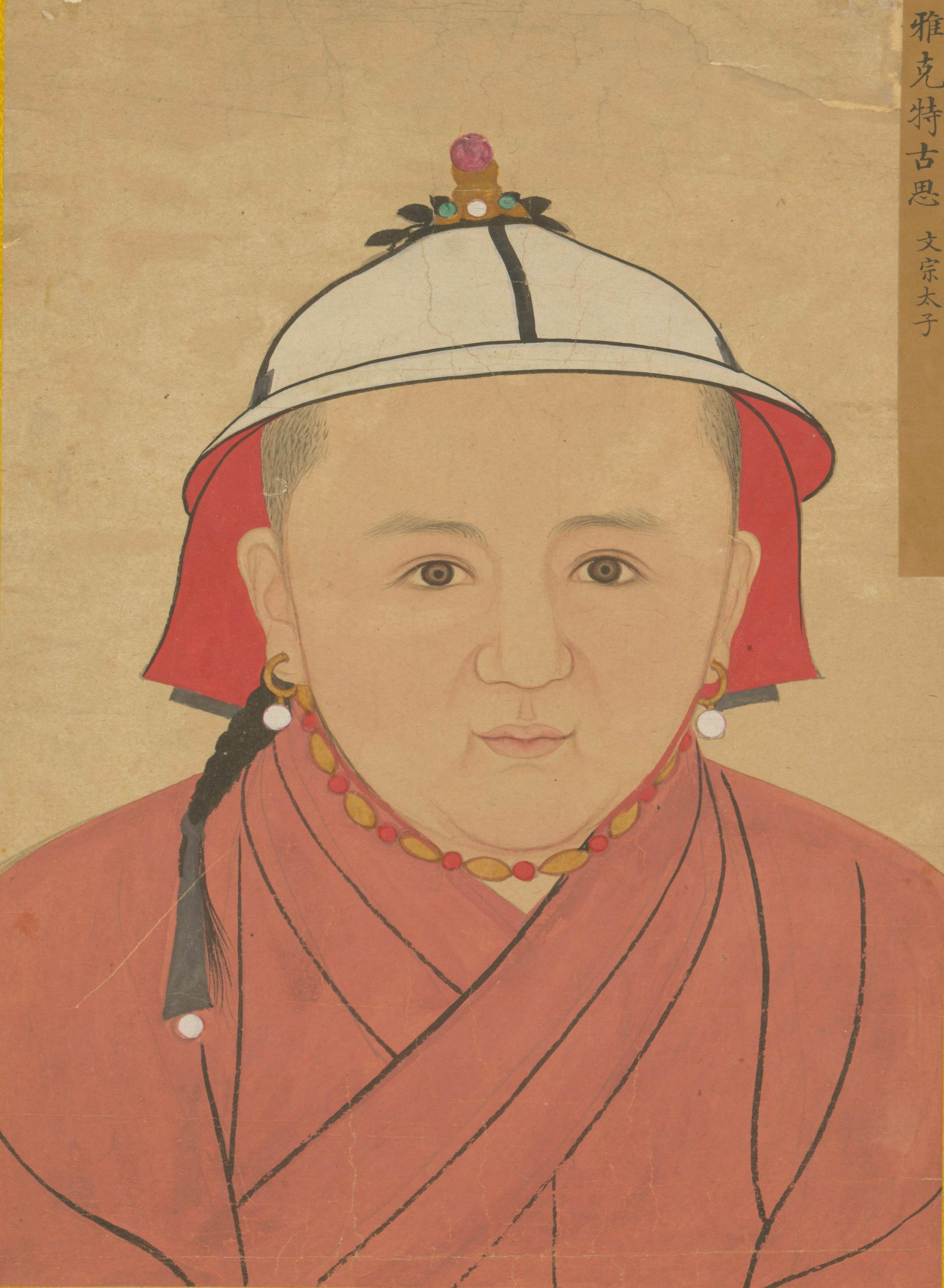
엘 테구스

엘 테구스(El tegüs, 燕帖古思, ?-1340.8.9.)는 보르지긴(孛兒只斤)씨로 원의 황족이다. 원 문종 투그테무르(圖帖睦爾)의 차남이다. 어머니는 부다시리(卜答失里) 황후이다. 원래 이름은 구나다라(古納答剌)이다. 지순(至順) 3년 3월 24일 계사일(癸巳日, 양력 1332년 4월 19일) 구나다라는 엘 테구스로 개명하였다. 권신 엘 테무르가 그를 차기 황제로 추대하려 했으나 실패했다.
원통(元統) 원년(1333), 원 혜종이 즉위하면서 부다시리 황후와 엘 테무르의 계략 하에, 당제 엘 테구스를 태자로 책봉하였다. 원래는 형이 있었으나 일찍 사망하면서 황태자가 될 수 있었다. 그러나 메르키트 바얀이 린친발과 우카가투를 옹립하면서 황제에 오르지는 못했다. 지원(至元) 6년 6월 14일 병신일(丙申日, 양력 1340년 7월 9일), 혜종은 문종의 묘주(廟主)를 철거한다는 조를 내렸고, 태황태후(太皇太后) 부다시리는 동안주(東安州)로 유배되었으며, 태자 엘 테구스는 고려로 유배보냈다. 같은해 7월 16일 정묘일(丁卯日, 양력 1340년 8월 9일), 엘 테구스는 유배길에 활찰아(闊察兒)에게 피살되었다.

## 생애
엘 테구스의 본명은 구나다라(古納答剌, Gunadara)라고 하며, 형 아라트나다라(Aratnadara), 동생 타이핑누(太平訥, Taipingnu)가 있었다.
지순(至順) 2년(1331) 정월, 구나다라의 병이 나은 것을 기념으로 킵차크 한국 군벌 수령 엘 테무르와 차기르 공주 등에게 금, 은, 지폐가 주어졌다. 엘 테무르는 천력의 난을 일으킨 투그테무르를 추대한 실력자이며, 이후로 구나다라는 엘 테무르와 깊은 연으로 이어졌다.
같은 해 2월, 티베트 불교승에 의해 황자 구나다라의 불사(佛事) 1주년을 열었고 이후로 구나다라는 티베트 불교와 밀접한 관계를 가졌으며, 가끔 불사에 관련되었다. 같은해 9월 아루군살리(阿魯渾薩理)의 고택에 구나다라는 엘 테무르와 함께 살게 되었다.
그리고 형 아라토나다라가 일찍 사망하면서 이어서 구나다라가 자야가투 칸의 후계자 지위로 올랐으며, 지순 3년(1332) 구나다라는 이름을 엘 테구스로 고쳤다.

### 카안 자리를 둘러싼 싸움
같은 해 9월, 병상이 악화된 자야가투 카안(Jaya'atu Qa'an), 즉 원 문종(元文宗)은 엘 테구스와 엘 테무르 등을 모으고, 상도(上都) 인근 옹구차트(王忽察都)에서 자신이 즉위하기 위하여 형 코실라(Qošila) 즉 원 명종(元明宗)을 독살한 사건 한 건을 후회하고 있다고 이야기하며, 자신의 사후에는 코실라의 장남 토곤 테무르(Toγon Temür)를 후계자로 맞이할 것을 유언으로 남기고 곧 숨졌다. 그러나 자야가투 카안을 사실상 괴뢰로 만든 엘 테무르는 코실라 암살 수모자였기 때문에, 토곤 테무르에 보복당할 것을 우려하여 유언을 무시하고 엘 테구스를 즉위시키려 했다.
그러나 자야가투 카안의 과부 부다시리 카툰(Budashiri Qatun)과 메르키트 바얀(Merkid Bayan)은 자야가투 카안의 유언을 방패로 엘 테구스의 즉위를 인정하지 않았고, 쌍방의 타협안으로서 토곤 테무르의 아우이며 아직 어린 아이인 린친발(Rinčinbal)을 옹립하였으니, 이가 바로 원 영종(元寧宗)이다. 그러나 린친발도 즉위 후 몇 개월 만에 사망하였고, 카안 자리를 둘러싼 싸움이 재현되었다.
이전처럼 엘 테무르는 엘 테구스를, 부다시리와 바얀은 토곤 테무르를 각각 즉위시키려 하였고 양보 없이 카안 자리는 좀처럼 결정되지 않았다. 결국 바얀 등에 있어서는 때맞춰 엘 테무르가 급사하였기 때문에, 후원자를 잃은 엘 테구스는 패배하고 토곤 테무르가 우카가투 카안(Uqaγatu Qa'an)으로 즉위하게 되었으니 이가 바로 원 혜종(元惠宗)이다. 한편 『원사(元史)』에 의하면, 이때 '무종(武宗)과 인종(仁宗) 때와 같이 토곤 테무르 후는 엘 테구스에게 자리가 양보된다'라고 약속이 이뤄졌다고 한다.

### 만년
긴 정쟁 끝에 즉위한 토곤 테무르이지만, 정사의 실험은 완전히 바얀에게 장악되었으며, 바얀의 괴뢰에 불과했다. 후에 지원(至元) 4년(1338), '바얀과 황후 부다시리가 토곤 테무르를 폐하고 엘 테구스를 옹립하려 하고 있다'는 뜻을 바얀의 조카 톡토(脫脫)가 고발하였고, 바얀과 토곤 테무르의 관계는 결국 악화되었다.
지원 6년(1340) 2월, 우카가투 카안이 바얀에 의한 출전(出田) 요청을 거절한 바, 바얀은 엘 테구스를 동행하여 유림(柳林)으로 갔다. 이것이 바얀에 의한 우카가투 카안 폐위의 움직임으로 본 톡토 등은 우카가투 카안과 상담한 후에, 선수를 쳐서 바얀을 포박하였고, 끝내 바얀을 실각시키는데 성공하였다. 우카가투 카안은 바얀을 실각시킨 때에 '바얀이 자신과 부다시리, 엘 테구스 등을 경시하였다'는 것을 죄상으로 들면서 4개월 후에는 '부다시리, 엘 테구스 등이 코실라 암살에 관련되어 있다는 것'을 죄상으로 두 명을 추방할 것을 결정하였다.
엘 테구스는 고려(高麗)로 추방되었으나, 고려에 도착하는 도중에 오치체르라는 인물에게 암살되었다. 『원사(元史)』권107 「종실세계표(宗室世系表)」에는 형 아라토나다라, 엘 테구스, 동생 타이핑누 등에게는 모두 자손이 없었다고 기록되어 있으며, 툭 테무르 가계는 이렇게 단절되었다고 되어 있다. 한편, 『원사』에는 지정(至正) 5년(1345) 11월에 진망숙(陳望叔)이라는 인물이 엘 테구스의 이름을 사칭한 죄로 처형되었다고 기록되어 있다.

## 회왕 툭 테무르 가문
- 툭 테무르(Toq temür, 圖帖睦爾), 원 문종(元文宗)
  - 아라트나다라(Aratnadara, 阿剌忒納答剌)
  - 엘 테구스(El tegüs, 燕帖古思)
  - 타이핑누(Taipingnu, 太平訥)

## 같이 보기
- 원 문종
- 원 영종